# Ulomyia fuliginosa
Ulomyia fuliginosa és una espècie de dípter pertanyent a la família dels psicòdids present a Europa: les illes Britàniques, Espanya, Suècia, Bèlgica, els Països Baixos, Lituània, Finlàndia, Noruega, Dinamarca, Alemanya, Suïssa, Itàlia, Àustria, Polònia, Letònia, Txèquia, Eslovàquia, Hongria, Romania, el territori de l'antiga República Federal Socialista de Iugoslàvia i França.